# Malopokelo
Malopokelo ist ein Verwaltungsbezirk (englisch Ward) des Distrikts Tandahimba in der tansanischen Region Mtwara.

## Geografie
Malopokelo liegt im Südosten von Tansania, es ist der westliche Stadtteil der Distrikthauptstadt Tandahimba. Der Bezirk grenzt im Norden an Nambahu, im Osten an Tandahimba, im Süden an Namikupa und Kiwanyama und im Westen an Nanhyanga und Milingodi. Bei der Volkszählung 2022 lebten 6789 Menschen in 2118 Haushalten auf einer Fläche von 45 Quadratkilometern.

## Gliederung
Der Bezirk besteht aus 21 Stadtteilen (Kitongoji):
- Malopokelo Mjini
- Malopokelo Bondeni
- Nasuvi
- Shangani
- Kwamnimala
- Mkomapahima
- Mbalala
- Mbagala
- Mnaayope
- Mangucha
- Nana
- Tankini
- Naangurukuru
- Mandela
- Rahaleo
- Barabara ya 3
- Mjimwema
- Mji Mpya
- Mihulu
- Mpakani

## Wirtschaft und Infrastruktur
- Cashewnüsse: Im Bezirk befindet sich eine 2014 gegründete Fabrik zur Verarbeitung von Cashewnüssen.[8]
- Bildung: Die Tandahimba Secondary School ist eine staatliche weiterführende Schule. Sie bildet Tages- und Internatsschüler bis zur 6. Stufe aus.[9]